# Tarentola
Genre
Synonymes
- Geckonia Mocquard, 1895

Tarentola est un genre de geckos de la famille des Phyllodactylidae.

## Répartition
Les espèces de ce genre se rencontrent en général ces lézards sur les côtes et îles de la méditerranée, et parfois plus à l'intérieur des terres.

## Description
Ce sont des espèces de taille moyenne, principalement nocturnes (et souvent crépusculaires), insectivores et arboricoles.
Les membres de ce genre présentent pour la plupart des couleurs variant du beige au brun foncé, avec une peau d'aspect rugueux.

Ce sont des geckos comptant généralement sur leur mimétisme la journée (troncs d'arbres, pierriers, fourrés), et sur leur vitesse et leur aptitude à escalader durant la nuit (voir Setae).

## Liste des espèces
Selon The Reptile Database (14 février 2013) :
- Tarentola albertschwartzi Sprackland & Swinney, 1998
- Tarentola americana (Gray, 1831)
- Tarentola angustimentalis Steindachner, 1891
- Tarentola annularis (Geoffroy De Saint-Hilaire, 1827)
- Tarentola bischoffi Joger, 1984
- Tarentola boavistensis Joger, 1993
- Tarentola bocagei Vasconcelos, Perera, Geniez, Harris & Carranza, 2012
- Tarentola boehmei Joger, 1984
- Tarentola boettgeri Steindachner, 1891
- Tarentola caboverdiana Schleich, 1984
- Tarentola chazaliae (Mocquard, 1895)
- Tarentola crombiei Diaz & Hedges, 2008
- Tarentola darwini Joger, 1984
- Tarentola delalandii (Duméril & Bibron, 1836)
- Tarentola deserti Boulenger, 1891
- Tarentola ephippiata O'Shaughnessy, 1875
- Tarentola fascicularis (Daudin, 1802)
- Tarentola fogoensis Vasconcelos, Perera, Geniez, Harris & Carranza, 2012
- Tarentola gigas (Bocage, 1875)
- Tarentola gomerensis Joger & Bischoff, 1983
- Tarentola maioensis Schleich, 1984
- Tarentola mauritanica (Linnaeus, 1758) - tarente ou tarente du midi
- Tarentola mindiae Baha El Din, 1997
- Tarentola neglecta Strauch, 1887
- Tarentola nicolauensis Schleich, 1984
- Tarentola parvicarinata Joger, 1980
- Tarentola pastoria Trape, Baldé & Ineich, 2012
- Tarentola protogigas Joger, 1984
- Tarentola raziana Schleich, 1984
- Tarentola rudis Boulenger, 1906
- Tarentola substituta Joger, 1984

## Étymologie
Le nom de ce genre, Tarentola, vient du latin tarentus, Tarente, nom d'une ville italienne.

## Terminologie
Les Anglo-saxons nomment tarantula (avec un A et un O) les araignées que les Français nomment mygale. Souvent, dans des livres de vulgarisation ou des documentaires audiovisuels, on voit le mot tarantula associé au mot de tarentule qui est en français le nom d'une araignée mythique, que l'on ne doit pas confondre avec la tarente.

## Taxinomie
Le genre Geckonia a été synonymisé avec le genre Tarentola par Carranza, Arnold, Mateo & Geniez en 2002

## Publications originales
- Gray, 1825 : A synopsis of the genera of reptiles and Amphibia, with a description of some new species. Annals of Philosophy, London, ser. 2, vol. 10, p. 193–217 (texte intégral).
- Mocquard, 1895 : Note sur quelques reptiles du Cap Blanc. Bulletin du Muséum d’Histoire Naturelle, Paris, vol. 1, p. 310-312 (texte intégral).